# Medebach

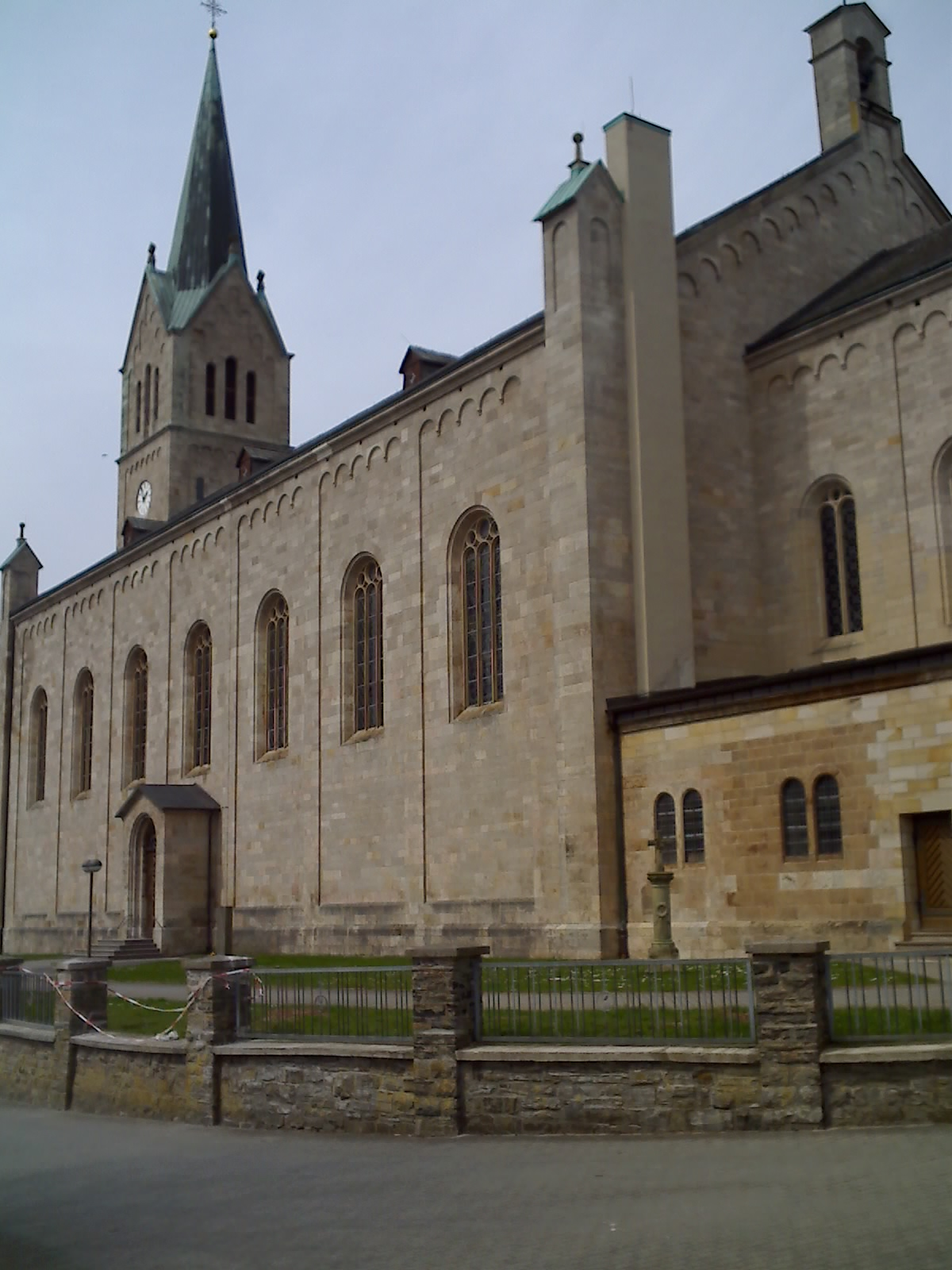
Nhà thờ

Medebach là một thị xã ở huyện Hochsauerland, bang Nordrhein-Westfalen, nước Đức. Đô thị Medebach có diện tích 126,05 km².
Medebach có cự ly khoảng 15 km về phía đông của Winterberg, 17 km về phía tây nam của Korbach và 45 km về phía bắc của Marburg.

## Các đô thị giáp ranh=
- Hallenberg
- Korbach
- Lichtenfels
- Willingen
- Winterberg

## Các khu vực dân cư=
Medebach bao gồm các khu dân cư:
| - Medebach - Berge - Deifeld - Dreislar - Düdinghausen - Küstelberg | - Medelon - Oberschledorn - Referinghausen - Titmaringhausen - Wissinghausen |

## Đô thị kết nghĩa
- Locminé (Pháp)
- Worbis (Đức)

## Cư dân nổi bật
- Henricus de Medebeke
- Caspar Vopelius
- Wilhelm Hohoff
- Hermann Bergenthal
- Josef Bergenthal